# Ivan Markov
Ivan Markov –en búlgaro, Иван Марков– (Burgas, 14 de septiembre de 1988) es un deportista búlgaro que compite en halterofilia.
Ganó dos medallas de plata en el Campeonato Mundial de Halterofilia, en los años 2013 y 2014, y dos medallas en el Campeonato Europeo de Halterofilia, oro en 2014 y plata en 2013. Participó en los Juegos Olímpicos de Londres 2012, ocupando el cuarto lugar en la categoría de 85 kg.
En junio de 2008 dio positivo por metandienona (un esteroide anabólico) junto con otros diez halterófilos búlgaros, y fue suspendido por cuatro años.

## Palmarés internacional
| Campeonato Mundial | Campeonato Mundial  | Campeonato Mundial | Campeonato Mundial |
| Año                | Lugar               | Medalla            | Categoría          |
| ------------------ | ------------------- | ------------------ | ------------------ |
| 2013               | Breslavia (Polonia) | Medalla de plata   | 85 kg              |
| 2014               | Almaty (Kazajistán) | Medalla de plata   | 85 kg              |
| Campeonato Europeo |                     |                    |                    |
| Año                | Lugar               | Medalla            | Categoría          |
| 2013               | Tirana (Albania)    | Medalla de plata   | 85 kg              |
| 2014               | Tel Aviv (Israel)   | Medalla de oro     | 85 kg              |